# Morris Mott
Morris Kenneth Mott, född 25 maj 1946 i Creelman i Saskatchewan, är en kanadensisk före detta ishockeyspelare.
Mott blev olympisk bronsmedaljör i ishockey vid vinterspelen 1968 i Grenoble.